# Bazine (Kansas)
Bazine é uma cidade localizada no estado americano de Kansas, no Condado de Ness.

## Demografia
Segundo o censo americano de 2000, a sua população era de 311 habitantes. 
Em 2006, foi estimada uma população de 257, um decréscimo de 54 (-17.4%).

## Geografia
De acordo com o United States Census Bureau tem uma área de 
1,1 km², dos quais 1,1 km² cobertos por terra e 0,0 km² cobertos por água. Bazine localiza-se a aproximadamente 649 m acima do nível do mar.

## Localidades na vizinhança
O diagrama seguinte representa as localidades num raio de 32 km ao redor de Bazine. 